# Ораховац, Аднан
Аднан Ораховац (черног. Аднан Ораховац; 5 февраля 1991 года, Титоград, Югославия) — черногорский футболист, защитник. Двоюродный брат футболиста Санибала Ораховаца.

## Карьера
Аднан Ораховац является воспитанником футбольного клуба «Будучност» из Подгорицы. В 2009 году он начал свою профессиональную карьеру в этом же клубе. В составе «Будучности» Аднан Ораховац играл до 2014 года и за это время сыграл в 49 матчах и забил 3 гола. В 2014 году он перешёл в ещё один черногорский клуб «Единство» и сыграл за этот клуб в 15 матчах.
В декабре 2014 года Ораховац принимал участие в сборах узбекистанского клуба «Пахтакор» и в январе 2015 года подписал трёхлетний контракт с ташкентцами. В июле 2017 года перешел в самаркандское «Динамо». С 2018 года игрок тайского клуба «Прачуап».

## Достижения
- Чемпион Черногории: 2011/12
- Обладатель Кубка Черногории: 2012/13
- Чемпион Узбекистана: 2015